# Ulrich Skubella
Ulrich Skubella (* 4. März 1941 in Gleiwitz) ist ein deutscher Mediziner.
Skubella wurde als Sohn eines Zahnarztes im damaligen Gleiwitz in Oberschlesien geboren. Als Folge des Zweiten Weltkriegs von dort vertrieben, siedelte die Familie zunächst um nach Mecklenburg und dann 1954 nach Bad Kreuznach, wo Skubella 1960 das Abitur ablegte. Nach Medizinstudium in Mainz folgten berufliche Stationen in Mainz, Herford, Berlin und Eschweiler und die Ausbildung zum Facharzt für Anästhesie in Bremen. 1976 ging er als Facharzt für Anästhesie an das Hospital zum Heiligen Geist im nordhessischen Fritzlar.
Skubella, der sich auch als Pianist und Komponist einen regional bekannten Namen gemacht hat, engagierte sich in der Folge sehr intensiv im kulturellen Leben der Stadt. Er gründete 1990 den örtlichen Kulturverein, war 1994/95 entscheidend an der Etablierung der Veranstaltungsreihe „Vor dem Dom“ beteiligt, und gründete 1995 den Verein „Pro Fritzlar“, der sich der Pflege des historischen Erbes der Stadt und der Förderung ihres touristischen Potentials widmet. Für dieses Engagement wurde Skubella am 19. November 2015 zum Ehrenbürger der Stadt Fritzlar ernannt. Bereits im November 2010 wurde er auch 1. Vorsitzender des Vereins „Kultursommer Nordhessen“.